# Saint-Laurent-d’Agny
Saint-Laurent-d’Agny ist eine französische Gemeinde mit 2.120 Einwohnern (Stand: 1. Januar 2022) im Département Rhône in der Region Auvergne-Rhône-Alpes. Administrativ gehört die Gemeinde zum Arrondissement Lyon und ist Teil des Kantons Mornant.

## Geographie
Saint-Laurent-d’Agny liegt etwa 17 Kilometer südwestlich von Lyon in den Monts du Lyonnais des Zentralmassivs. Der kleine Fluss Le Grand Val begrenzt die Gemeinde im Südwesten.

### Nachbargemeinden
Die Nachbargemeinden von Saint-Laurent-d’Agny sind Soucieu-en-Jarrest im Norden und Nordosten, Orliénas im Osten und Nordosten, Taluyers im Osten, Beauvallon im Südosten, Mornant im Süden sowie Chaussan im Westen und Südwesten.

## Bevölkerungsentwicklung
| Jahr                       | 1962 | 1968 | 1975 | 1982 | 1990 | 1999 | 2006 | 2017 |
| -------------------------- | ---- | ---- | ---- | ---- | ---- | ---- | ---- | ---- |
| Einwohner                  | 638  | 685  | 909  | 1165 | 1439 | 1768 | 1960 | 2139 |
| Quellen: Cassini und INSEE |      |      |      |      |      |      |      |      |

## Sehenswürdigkeiten
- Kapelle Saint-Vincent aus dem 11. Jahrhundert, Monument historique
- Burg Le Clos Bourbon, Monument historique
- römische Villa

|  |  |